# ديفيد جوليو
ديفيد جوليو (8 يناير 1932 في جنوب أفريقيا - ) هو لاعب كرة قدم برتغالي في مركز الوسط. شارك مع منتخب البرتغال لكرة القدم. أما مع النوادي، فقد لعب مع سبورتينغ لشبونة.

## وصلات خارجية
- ديفيد جوليو على موقع قاعدة بيانات كرة القدم.إي يو (الإنجليزية)